# قبريرة

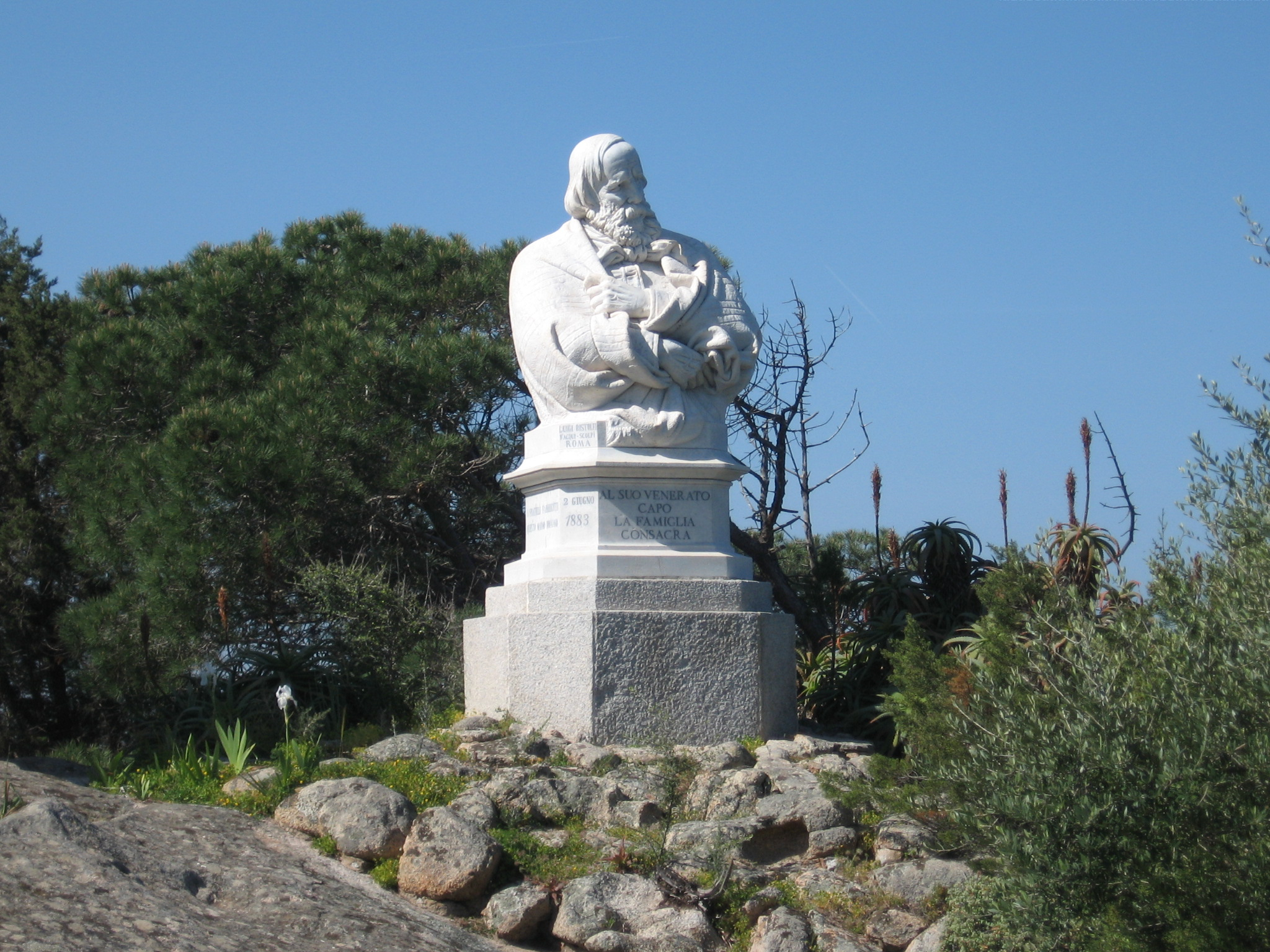
نصب تذكاري لجوزيبي غاريبالدي في كابريرا.

قَبْرِيرَةُ أو كابريرا[بحاجة لمصدر] جزيرة صغيرة قرب سواحل سردينيا، إيطاليا. كما أنها جزء من أرخبيل مادالينا.